# Élections territoriales polynésiennes de 1972
Les élections territoriales polynésiennes de 1972 ont eu lieu le dimanche 10 septembre 1972 afin d'élire les 30 représentants de l'Assemblée de la Polynésie française.
La majorité autonomiste sortante (Te Ea Api no Polynesia et Here ai'a) est battue par les unionistes de l'Union tahitienne-UDR, mené par Gaston Flosse. À l'issue du scrutin, les gaullistes négocient un accord et construisent une majorité avec le nouveau parti autonomiste Te Autahoeraa Tomite Taufa et quatre autres représentants indépendants, provoquant une alternance face aux autonomistes de la précédente majorité.

## Contexte

### Bilan de la majorité autonomiste
La majorité autonomiste sortante, élue lors des précédentes élections de 1967, est composée de Te Ea Api no Polynesia (9 sièges) et Here ai'a (6 sièges). Lors de cette législature, la majorité a notamment consacré les débats de l'Assemblée sur la question de l'autonomie et des rapports avec le gouverneur de Polynésie et l'Etat français.

### Campagne
Lors de la campagne, l'opposition sortante gaulliste de l' Union tahitienne-UDR a notamment critiquée la concentration de la majorité à l'Assemblée sur la question de l'autonomie, évoquant des discussions « sans intérêts » pour le territoire. Les gaullistes et fidèles à l'Etat français, menés par Gaston Flosse, ont également critiqués un éloignement des élus, ne se concentrant pas sur les enjeux sociaux et économiques du pays.
De son côté, la majorité sortante autonomiste insiste sur la nécessité d'une plus grande autonomie institutionnelle et politique pour influencer ou régler les problématiques sociales des polynésiens. La majorité s'est également félicitée de son travail législatif à l'Assemblée sur ce thème de l'autonomie, ayant construit une loi, composée de 88 articles et votée à une majorité, qui donne le contrôle des problématiques locales à l'Assemblée.

## Forces en présence
| Parti | Parti                                        | Idéologie                                                                             | Tête de liste   | Résultat en 1967 (Tour unique) |
| ----- | -------------------------------------------- | ------------------------------------------------------------------------------------- | --------------- | ------------------------------ |
|       | Te Ea Api no Polynesia                       | Centre Autonomisme                                                                    | Francis Sanford | 20,22 % des voix 9 sièges      |
|       | Here ai'a                                    | Centre à centre gauche Autonomisme, Indépendantisme (faction interne), anti-nucléaire | Pouvanaa Oopa   | 16,73% des voix 6 sièges       |
|       | Union tahitienne-UDR                         | Droite Anti-indépendantisme, unitarisme français, gaullisme                           | Gaston Flosse   | 9,61 % des voix 7 sièges       |
|       | Union des cultivateurs, éleveurs et pêcheurs | Indépendant ou centre Anti-autonomisme                                                | André Porlier   | ?, 1 siège                     |
|       | Te Autahoeraa Tomite Taufa                   | Centre Autonomisme                                                                    | Charles Taufa   | Nouveau                        |
|       | Tapura Huiraatira No Raro Matai              | Centre et attrape-tout Autonomisme ou anti-autonomisme                                | Toro Teriirere  | Nouveau                        |
|       | Rénovation Communale et Territoriale         | Centre-droit Proche d'Union tahitienne-UDR                                            | Tutaha Salmon   | Nouveau                        |
|       | Sauvegarder les îles sous le vent            | Centre-droit à droite Unionisme français                                              | Marcel Hart     | Nouveau                        |

## Résultats
|                          |                                              |                          |             |             |        |               |  |  |  |
| Liste                    | Liste                                        | Tête de liste            | Tour unique | Tour unique | Sièges | +/-           |  |  |  |
| Liste                    | Liste                                        | Tête de liste            | Voix        | %           | Sièges | +/-           |  |  |  |
|                          | Union tahitienne-UDR                         | Gaston Flosse            | 6 484       | 22,75       | 8      | 1             |  |  |  |
|                          | Te Ea Api no Polynesia                       | Francis Sanford          | 6 055       | 21,24       | 7      | 2             |  |  |  |
|                          | Here ai'a                                    | Pouvanaa Oopa            | 5 211       | 18,24       | 7      | en stagnation |  |  |  |
|                          | Te Autahoeraa Tomite Taufa                   | Charles Taufa            | 3 341       | 11,74       | 3      | 4             |  |  |  |
|                          | Rénovation Communale et Territoriale         | Tutaha Salmon            | 1 494       | 5,24        | 1      | 1             |  |  |  |
|                          | Sauvegarde des Îles Sous-Le-Vent             | Marcel Hart              | 609         | 2,14        | 1      | en stagnation |  |  |  |
|                          | Tapura Huiraatira No Raro Matai              | Toro Teriirere           | 518         | 1,82        | 1      | 1             |  |  |  |
|                          | Union marquisienne UT-UDR                    | André Teikitutoua        | 497         | 1,74        | 1      | en stagnation |  |  |  |
|                          | Union des cultivateurs, éleveurs et pêcheurs | André Porlier            | 378         | 1,33        | 1      | en stagnation |  |  |  |
|                          |                                              |                          |             |             |        |               |  |  |  |
| Suffrages exprimés       | Suffrages exprimés                           | Suffrages exprimés       | 28 318      | 99,36       |        |               |  |  |  |
| Votes blancs ou nuls     | Votes blancs ou nuls                         | Votes blancs ou nuls     | 186         | 0,64        |        |               |  |  |  |
| Total                    | Total                                        | Total                    | 28 504      | 100         | 30     | en stagnation |  |  |  |
| Abstentions              | Abstentions                                  | Abstentions              | 16 936      | 37,27       |        |               |  |  |  |
| Inscrits / Participation | Inscrits / Participation                     | Inscrits / Participation | 45 440      | 62,73       |        |               |  |  |  |

## Conséquences

### Composition de l'Assemblée
* Majorité (16) :
- Union tahitienne-UDR et Union marquisienne (UT-UDR) : 9 élus, Gaston Flosse, Tetuanui Ehu, Calixte Jouette, Riquet Marere, Nedo Salmon, Tuianu Le Gayic, Jacques dit Jacky Teuira, Joseph dit Coco Lehartel, Andre Teikitutoua (UM).
- Te Autahoeraa Tomite Taufa : 3 élus, Charles Taufa, Frantz Vanizette, Michel Law.
- Rénovation Communale et Territoriale : 1 élu, Tutaha Salmon.
- Sauvegarde des Îles Sous-Le-Vent : 1 élu, Marcel Hart.
- Union des cultivateurs, éleveurs et pêcheurs : 1 élu, André Porlier.

* Opposition (15) :
- Te Ea Api no Polynesia : 7 élus, Francis Sanford, Daniel Millaud, Roger Amiot, Anthelme Buillard, Guy Rauzy, André Lorfevre, Louis Palmer.
- Here ai'a : 7 élus, Pouvanaa a Oopa, John Teariki, Henri Bouvier, Pierre Hunter, Adolphe Bohl, Philippe Brotherson, Tara Lenoir.
- Tapura Huiraatira No Raro Matai : 1 élu, Toro Teriirere.